# 바루와 환상의 왕자
《바루와 환상의 왕자》는 (주)팅글리가 개발한 소울 게임이다. 소울 게임은 아이들을 위한 동화 이야기를 게임화 시킨 패밀리 엔터테인먼트 장르이다.

## 콘텐츠
바루와 환상의 왕자 플레이 타임은 2-3시간 정도이며 반복 가능하다.

### 게임 플레이
바루는 여러 가지 게임 플레이를 활용해 아이들에게 스토리텔링을 한다. 턴베이스 액션, 퍼즐, 보물찾기, 비주얼 노벨 등이다. 어드벤처 게임 장르와 가장 흡사하다는 평가를 받는다.

### 줄거리
에피소드 1: 천년마다 나타나는 천국의 열매 엘에나브를 찾으러 로로크리아 왕국의 히어로들은 모험을 떠난다. 그러던 어느날 루크릴 마을에 사는 바루는 악당 바실의 습격에 휘말리게 된다. 희한한 동물 스피릿의 도움을 받아 바루는 엘에나브를 보호하고 마을을 구해야 한다.

### 히어로
- 스피릿: 신비한 동물 스피릿은 대륙 최고의 상인 스티보스가 루크릴 마을 축제 때 팔려했던 가축으로 처음 게임에 등장한다. 나중에는 바루와 함께 산적들을 물리치는 아주 중요한 역할을 맡게 된다. 마술사와 같은 마법 공격을 주특기로 하는 스피릿은 항상 바루 옆을 지키며 모든 전투에 자동 참여한다.[7]
- 카라: 로로크리아 최고의 용병 카라는 왕국 수도에 위치한 라마리에 왕립 마법원에서 파견된 신기한 현상과 수상한 물질 탐험대 일원이다. 엘에나브를 찾기위해 루크릴 마을을 탐색하며 팀의 안전을 책임지고 있다. 아마존에서 터득한 무술과 날렵한 몸으로 적들을 물리치는 카라. 성질이 급해 느릿느릿한 팀원들에게 짜증도 부리지만 마음은 아주 따뜻한 여자다.[8]
- 빌리어트: 귀엽고 엉뚱한 히어로 빌리어트는 왕국 수도에 위치한 라마리에 왕립 마법원에서 파견된 신기한 현상과 수상한 물질 탐험대 일원이다. 팀의 식량과 짐들을 짊어지고 지도를 분석해가며 팀을 이끌어가는 핵심적인 역할을 한다. 키가 작고 둥글한 체형을 갖은 빌리어트는 자신의 몸을 고슴도치처럼 뒹굴뒹굴 굴려 적을 공격한다. 빠른 속도로 강한 데미지를 적에게 가하지만 가끔식 어지러워 하며 어쩔줄 모르기도 하는 귀여운 히어로다.[9]
- 아르티: 바루의 멋있는 삼촌 아르티는 루크릴 마을 탄광에서 석탄을 케며 동생 비다와 조카 바루를 돌본다. 바루의 아버지 바론이 마을에서 추방 당한 사건 이후 바루를 아들처럼 보호하게 된다. 탄광에서 쓰는 폭탄과 도끼를 사용해 적들과 싸우기도 한다. 그래서인지 움직임은 조금 느리지만 다져진 근육 때문에 활력은 히어로 중 가장 높다.[10]